# 회전 의자

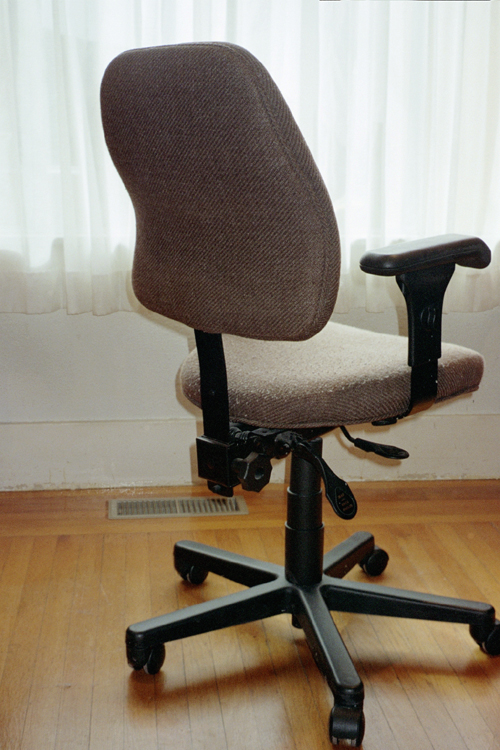
시트를 높이거나 낮추기 위해 공압을 사용하는 회전 의자

회전 의자(문화어: 둥글의자; 영어: swivel chair)는 중심봉으로 시트를 지탱하여, 시트가 회전할 수 있게 만든 의자의 한 종류다.

## 종류
회전 의자들은 사용자가 일어서서 의자를 옮길 필요가 없도록, 베이스에 바퀴를 달기도 한다. 이런 종류는 보통의 사무실에서 일반적으로 사용되고, 이런 의자를 사무실 의자라고 한다.

## 유래
영국 스타일의 윈저 의자를 사용하여, 18세기 필라델피아 의자 및 캐비넷 제조사 프란시스 트럼블이나 필라델피아 캐비넷 제조사 벤자민 랜돌프에 의해 만들어졌으며, 토머스 제퍼슨이 최초의 회전의자를 발명했다.